# Дубровное (Вагайский район)
Дубровное — село в Вагайском районе Тюменской области, административный центр сельского поселения Дубровное.
Родина Медведевой Ирины Васильевны - ректора Тюменского государственного медицинского университета, доктора медицинских наук, академика Российской академии наук, профессора, заслуженная деятель науки РФ.

## География
Село находится недалеко от реки Ясная.

## Население
| 1959 | 2010  |
| ---- | ----- |
| 1256 | ↘1187 |